# 王义 (计算机科学家)
王义，东北大学教授，主要从事实时系统的模型检测、多处理器调度与分析等方面的研究工作。入选中华人民共和国教育部第八批"长江学者"特聘教授，曾就读于中国东北大学计算机系。